# Passiflora coriacea
Passiflora coriacea är en passionsblomsväxtart som beskrevs av Antoine Laurent de Jussieu. Passiflora coriacea ingår i släktet passionsblommor, och familjen passionsblomsväxter. Inga underarter finns listade i Catalogue of Life.

## Bildgalleri

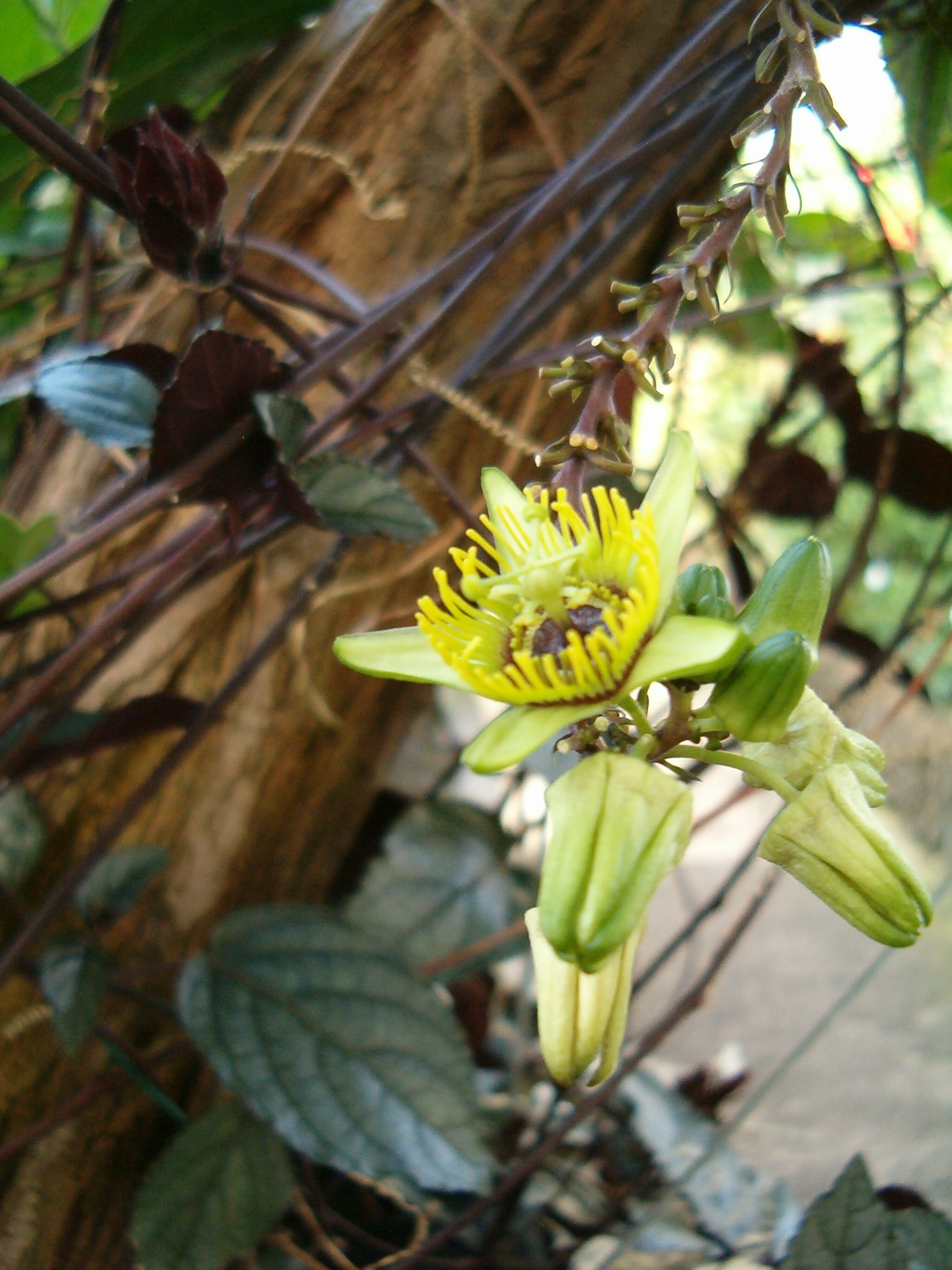
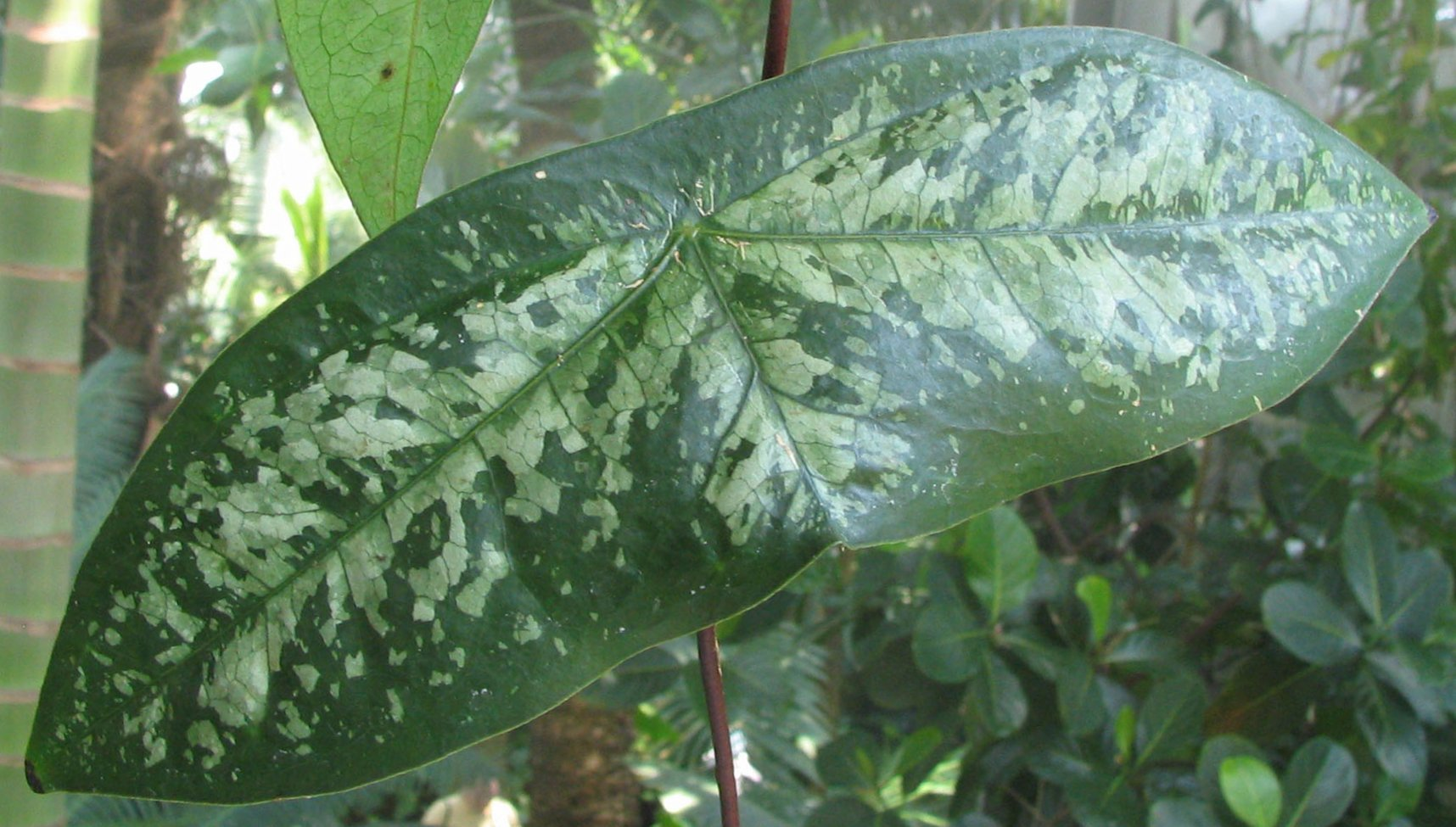
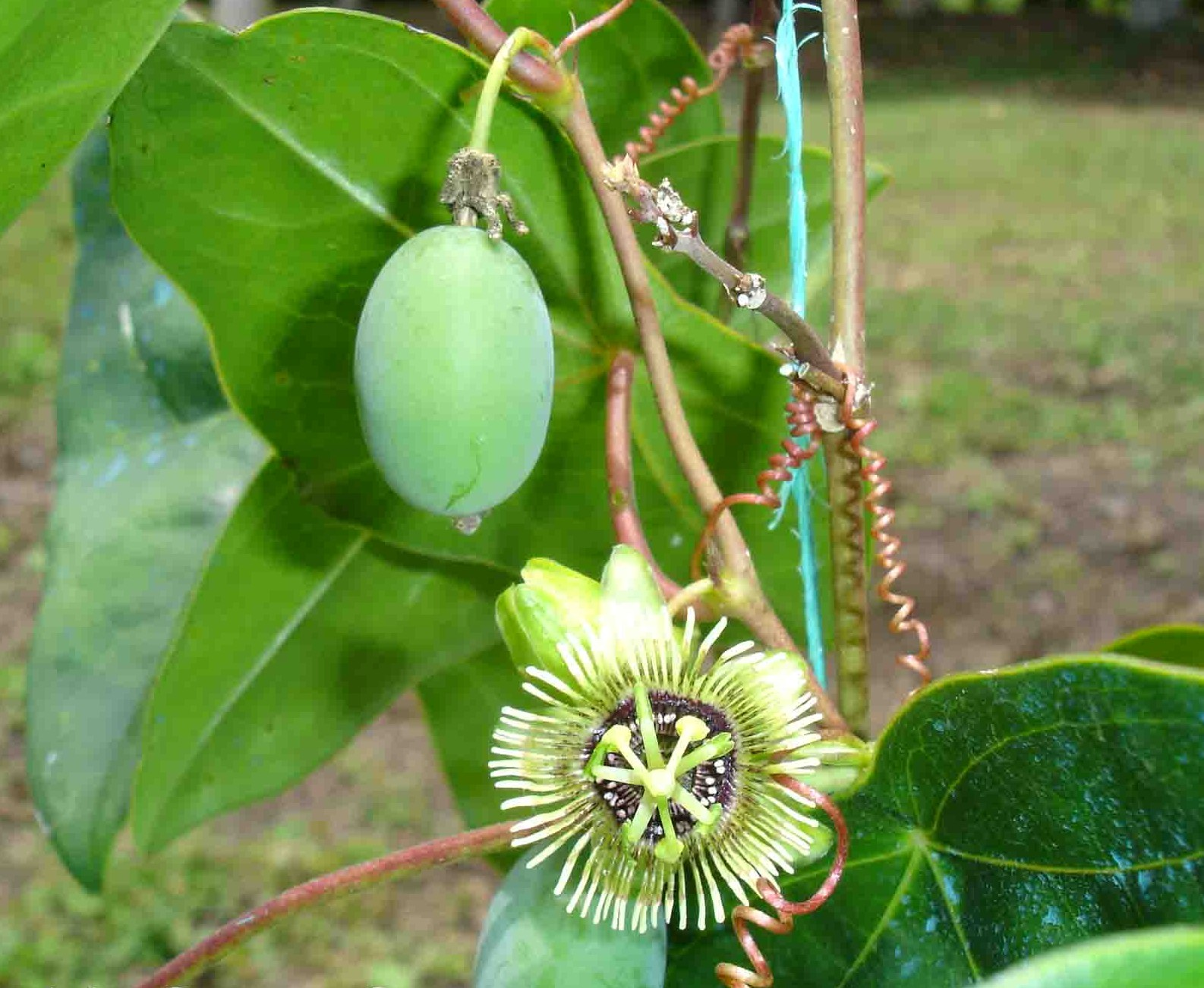